# Parafenilendiamina
La parafenilendiamina (PPD) es un compuesto orgánico con la fórmula C6H4(NH2)2. Este derivado de la anilina es un sólido blanco, pero las muestras pueden oscurecerse debido a la oxidación por el aire. Se utiliza principalmente como componente de polímeros y compuestos de ingeniería como el kevlar. También es un ingrediente en tintes para el cabello. Ocasionalmente se usa como sustituto de la henna.
También es utilizado como rodenticida. Vía ingestión produce obstrucción de la vía respiratoria superior y fallo multiorgánico. 

## Intoxicación aguda por ingesta de PPD
Es  una  práctica  habitual  en  África  y  Asia  en  los  intentos  de  autólisis y autólisis consumada  que ocasiona  edema  severo  en  cara  y  cuello,  requiriendo  frecuentemente traqueotomía  de  urgencias,  seguido  de  rabdomiólisis,  insuficiencia  renal severa  y  la  muerte  si  no  se  trata  de  forma  contundente.  El  13.4%  de  los pacientes  ingresados  por  fracaso  renal  agudo  severo  en  Sudán  en  el  año 2003  fue  debido  a  la  ingesta  de  PPD,  con  una  mortalidad  del  42%.  La  PPD fue  la  causa  más  importante  de  mortalidad,  por  encima de la sepsis, malaria o fiebre  tifoidea.  Los  estudios  de  toxicidad  oral  aguda  en  ratas,  han demostrado  que  los  animales  que  son  tratados  con  200  mg/kg/día  mueren  en horas  tras  la  ingesta.  El  órgano  más  susceptible  a la  toxicidad  sistémica  por PPD es el músculo esquelético, produciendo rabdomiólisis experimentalmente  tras  la  ingesta  en  ratas  de  dosis  de  hasta  10  mg/kg  peso.

## Producción
PPD se produce a través de tres rutas. Con mayor frecuencia, el 4-nitroclorobenceno se trata con amoníaco y la 4-nitroanilina resultante se hidrogena:
ClC6H4NO2 + 2 NH3 → H2NC6H4NO2 + NH4Cl
H2NC6H4NO2 + 3 H2 → H2NC6H4NH2 + 2 H2O
En la ruta de DuPont, la anilina se convierte en difeniltriazina, que por catálisis ácida se convierte en 4-aminoazobenceno. La hidrogenación de este último produce PPD.

## Alergias
En tintes de pelo puede producir gravísimas alergias y deformaciones de la cara.